# Boss PS-2 Digital Pitch Shifter/Delay
Boss PS-2 Digital Pitch Shifter/Delay är en effektpedal för gitarr, tillverkad av Roland Corporation under varumärket Boss mellan 1982 och 1992. Pedalen tillverkades i Japan och senare i Taiwan.

## Historia
Då Boss PS-2 Digital Pitch Shifter / Delay lanserades var det en av de första kompaktpedalerna som innehöll både en pitch shifter samt delay. Pedalen hade även en utgång för en stämapparat. Boss PS-2 Digital Pitch Shifter / Delay kan producera ljud som är allt mellan en oktav högre eller lägre än grundsignalen, och kan på så vis ge effekten av både chorus och harmonik.